# Lista över fornlämningar i Varbergs kommun (Stråvalla)
Lista över fornlämningar i Varbergs kommun (Stråvalla) är en förteckning av ett urval av de fornlämningar som finns i Stråvalla i Varbergs kommun.
| Namn                            | Lämningstyp  | Tillkomsttid | Historisk indelning | Plats | Läge                 | ID-nr          | Bild                                 |
| ------------------------------- | ------------ | ------------ | ------------------- | ----- | -------------------- | -------------- | ------------------------------------ |
| Stråvalla 2:1                   | Röse         |              | Stråvalla, Halland  |       | 57.306166, 12.212152 | 10149900020001 | Ladda upp en bild av detta fornminne |
| Stråvalla 3:1                   | Röse         |              | Stråvalla, Halland  |       | 57.307689, 12.218375 | 10149900030001 | Ladda upp en bild av detta fornminne |
| Stråvalla 4:1                   | Röse         |              | Stråvalla, Halland  |       | 57.296026, 12.245901 | 10149900040001 | Ladda upp en bild av detta fornminne |
| Stråvalla 5:1                   | Röse         |              | Stråvalla, Halland  |       | 57.304660, 12.225755 | 10149900050001 | Ladda upp en bild av detta fornminne |
| Stråvalla 6:1                   | Röse         |              | Stråvalla, Halland  |       | 57.303728, 12.236895 | 10149900060001 | Ladda upp en bild av detta fornminne |
| Stråvalla 7:1                   | Röse         |              | Stråvalla, Halland  |       | 57.300951, 12.227553 | 10149900070001 | Ladda upp en bild av detta fornminne |
| Stråvalla 11:1                  | Stensättning |              | Stråvalla, Halland  |       | 57.292805, 12.207767 | 10149900110001 | Ladda upp en bild av detta fornminne |
| Stråvalla 12:1                  | Stensättning |              | Stråvalla, Halland  |       | 57.293759, 12.208138 | 10149900120001 | Ladda upp en bild av detta fornminne |
| Stråvalla 14:1                  | Stensättning |              | Stråvalla, Halland  |       | 57.295109, 12.170541 | 10149900140001 | Ladda upp en bild av detta fornminne |
| Stråvalla 15:1                  | Stensättning |              | Stråvalla, Halland  |       | 57.295889, 12.173704 | 10149900150001 | Ladda upp en bild av detta fornminne |
| Stråvalla 17:1                  | Röse         |              | Stråvalla, Halland  |       | 57.303226, 12.176139 | 10149900170001 | Ladda upp en bild av detta fornminne |
| Stråvalla 18:1                  | Stensättning |              | Stråvalla, Halland  |       | 57.303746, 12.177536 | 10149900180001 | Ladda upp en bild av detta fornminne |
| Stråvalla 19:1                  | Röse         |              | Stråvalla, Halland  |       | 57.303498, 12.176877 | 10149900190001 | Ladda upp en bild av detta fornminne |
| Åskärröset (Stråvalla 20:1)     | Röse         |              | Stråvalla, Halland  |       | 57.301274, 12.173431 | 10149900200001 | Ladda upp en bild av detta fornminne |
| Stråvalla 21:1                  | Stensättning |              | Stråvalla, Halland  |       | 57.300570, 12.172442 | 10149900210001 | Ladda upp en bild av detta fornminne |
| Stråvalla 22:1                  | Röse         |              | Stråvalla, Halland  |       | 57.301572, 12.169691 | 10149900220001 | Ladda upp en bild av detta fornminne |
| Stråvalla 24:1                  | Stensättning |              | Stråvalla, Halland  |       | 57.309530, 12.185036 | 10149900240001 | Ladda upp en bild av detta fornminne |
| Stråvalla 25:1                  | Stensättning |              | Stråvalla, Halland  |       | 57.307938, 12.184095 | 10149900250001 | Ladda upp en bild av detta fornminne |
| Stråvalla 26:1                  | Stensättning |              | Stråvalla, Halland  |       | 57.305084, 12.188003 | 10149900260001 | Ladda upp en bild av detta fornminne |
| Stråvalla 28:1                  | Stensättning |              | Stråvalla, Halland  |       | 57.310785, 12.192288 | 10149900280001 | Ladda upp en bild av detta fornminne |
| Stråvalla 29:1                  | Stensättning |              | Stråvalla, Halland  |       | 57.308502, 12.189187 | 10149900290001 | Ladda upp en bild av detta fornminne |
| Stråvalla 30:1                  | Stensättning |              | Stråvalla, Halland  |       | 57.306561, 12.192330 | 10149900300001 | Ladda upp en bild av detta fornminne |
| Stråvalla 30:2                  | Stensättning |              | Stråvalla, Halland  |       | 57.306366, 12.191733 | 10149900300002 | Ladda upp en bild av detta fornminne |
| Stråvalla 33:1                  | Stensättning |              | Stråvalla, Halland  |       | 57.308579, 12.197987 | 10149900330001 | Ladda upp en bild av detta fornminne |
| Stora stensrös (Stråvalla 34:1) | Röse         |              | Stråvalla, Halland  |       | 57.312955, 12.202690 | 10149900340001 | Ladda upp en bild av detta fornminne |
| Stråvalla 35:1                  | Stensättning |              | Stråvalla, Halland  |       | 57.313414, 12.205594 | 10149900350001 | Ladda upp en bild av detta fornminne |
| Stråvalla 36:1                  | Stensättning |              | Stråvalla, Halland  |       | 57.312442, 12.207200 | 10149900360001 | Ladda upp en bild av detta fornminne |
| Stråvalla 37:1                  | Stensättning |              | Stråvalla, Halland  |       | 57.312114, 12.208619 | 10149900370001 | Ladda upp en bild av detta fornminne |
| Stråvalla 38:1                  | Stensättning |              | Stråvalla, Halland  |       | 57.310029, 12.206902 | 10149900380001 | Ladda upp en bild av detta fornminne |
| Stråvalla 39:1                  | Stensättning |              | Stråvalla, Halland  |       | 57.309080, 12.200866 | 10149900390001 | Ladda upp en bild av detta fornminne |
| Stråvalla 39:2                  | Stensättning |              | Stråvalla, Halland  |       | 57.309319, 12.200222 | 10149900390002 | Ladda upp en bild av detta fornminne |
| Stråvalla 39:3                  | Stensättning |              | Stråvalla, Halland  |       | 57.308895, 12.201187 | 10149900390003 | Ladda upp en bild av detta fornminne |
| Stråvalla 39:4                  | Stenkrets    |              | Stråvalla, Halland  |       | 57.309120, 12.200405 | 10149900390004 | Ladda upp en bild av detta fornminne |
| Stråvalla 40:1                  | Stensättning |              | Stråvalla, Halland  |       | 57.318186, 12.212192 | 10149900400001 | Ladda upp en bild av detta fornminne |
| Stråvalla 41:1                  | Röse         |              | Stråvalla, Halland  |       | 57.318776, 12.211355 | 10149900410001 | Ladda upp en bild av detta fornminne |
| Stråvalla 42:1                  | Röse         |              | Stråvalla, Halland  |       | 57.320173, 12.213545 | 10149900420001 | Ladda upp en bild av detta fornminne |
| Stråvalla 43:1                  | Röse         |              | Stråvalla, Halland  |       | 57.321949, 12.215232 | 10149900430001 | Ladda upp en bild av detta fornminne |
| Stråvalla 44:1                  | Stensättning |              | Stråvalla, Halland  |       | 57.321235, 12.212702 | 10149900440001 | Ladda upp en bild av detta fornminne |
| Stråvalla 45:1                  | Stensättning |              | Stråvalla, Halland  |       | 57.313678, 12.201032 | 10149900450001 | Ladda upp en bild av detta fornminne |
| Stråvalla 47:1                  | Röse         |              | Stråvalla, Halland  |       | 57.314071, 12.213641 | 10149900470001 | Ladda upp en bild av detta fornminne |
| Stråvalla 53:1                  | Stensättning |              | Stråvalla, Halland  |       | 57.296067, 12.208588 | 10149900530001 | Ladda upp en bild av detta fornminne |
| Stråvalla 53:2                  | Stensättning |              | Stråvalla, Halland  |       | 57.295911, 12.208375 | 10149900530002 | Ladda upp en bild av detta fornminne |
| Stråvalla 68:1                  | Stensättning |              | Stråvalla, Halland  |       | 57.291077, 12.209297 | 10149900680001 | Ladda upp en bild av detta fornminne |
| Stråvalla 76:1                  | Stensättning |              | Stråvalla, Halland  |       | 57.303739, 12.229723 | 10149900760001 | Ladda upp en bild av detta fornminne |
| Stråvalla 80:1                  | Stensättning |              | Stråvalla, Halland  |       | 57.293969, 12.215150 | 10149900800001 | Ladda upp en bild av detta fornminne |
| Stråvalla 84:1                  | Stensättning |              | Stråvalla, Halland  |       | 57.305301, 12.206959 | 10149900840001 | Ladda upp en bild av detta fornminne |